# Blankenberg (Wusterhausen/Dosse)
Blankenberg ist ein Ortsteil der Gemeinde Wusterhausen/Dosse im Landkreis Ostprignitz-Ruppin in Brandenburg. 
Der Ort liegt nordöstlich des Kernortes Wusterhausen/Dosse. Westlich erstreckt sich das rund 217 ha große Naturschutzgebiet Feuchtgebiet Schönberg-Blankenberg und verläuft die Landesstraße L 142, östlich verläuft die A 24.

## Geschichte

### Eingemeindungen
Am 31. Dezember 1997 wurde Blankenberg in die Gemeinde Wusterhausen/Dosse eingemeindet.

## Sehenswürdigkeiten
- In der Liste der Baudenkmale in Wusterhausen/Dosse ist für Blankenberg das Gutshaus mit Gutspark als einziges Baudenkmal aufgeführt.

## Persönlichkeiten

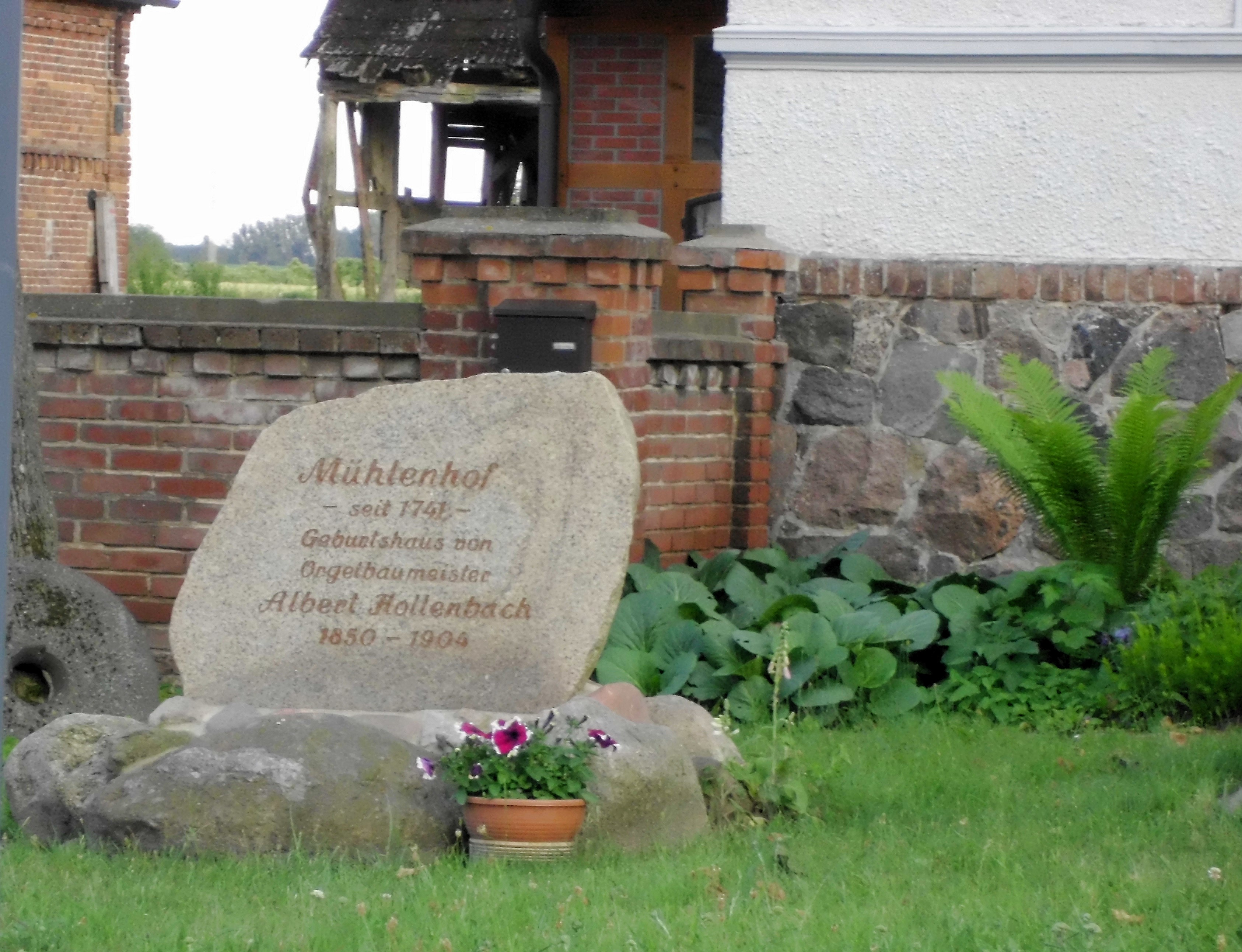
Gedenkstein an der Mühle in Blankenberg, Geburtshaus von Albert Hollenbach

- Albert Hollenbach (1850–1904), Orgelbauer, geboren in Blankenberg